# Момонтай (озеро)
Момонтай (также Момантай) — горное озеро в северной части Сусуманского муниципального округа на северо-западе Магаданской области. Озеро имеет подпрудно-ледниковое происхождение. Площадь зеркала — 15,8 км², площадь водосбора составляет 258 км². Высота над уровнем моря — 1048 м .

## География
Расположено в межгорной депрессии между горами Оханджа с запада, хребтом Черге на юге и массивом горы Момонтай с востока. Город Сусуман находится в 96 км к югу.
Водоём вытянут в меридиональном направлении, длина составляет около 10,4 км при максимальной ширине около 2,5 километра в центральной части. Береговая линия слабо изрезанная. Берега высокие, особенно на востоке, где возвышается гора Мамонтай (2002 м), там наблюдается обширная и довольно мощная морена. Горное редколесье подступает с юга и севера. Имеется небольшой остров в северной части.
Река Момонтай (Озёрная) вытекает из озера на севере. Впадает несколько ручьёв; наиболее полноводный, ручей Зелёный, впадает на западе.
Код озера в Государственном водном реестре РФ — 19010100411119000000236.